# Old Shawneetown
Old Shawneetown – wieś w Stanach Zjednoczonych, w stanie Illinois, w hrabstwie Gallatin.